# Вільгельм фон Боде
Арнольд Вільгельм фон Боде (нім. Wilhelm von Bode, Arnold Wilhelm Bode; 10 грудня 1845, Кальферде, Саксонія-Ангальт — 1 березня 1929, Берлін) — німецький історик мистецтва, колекціонер і музейний діяч, один із засновників сучасного музеєзнавства. Вільгельм фон Боде був однією з центральних постетей в культурі Німеччини кінця XIX — початку XX століття.
1904 року Вільгельм фон Боде заснував Музей кайзера Фрідріха (нині заклад носить ім'я свого засновника — Музей Боде) на Музейному острові в Берліні. Вільгельм фон Боде був генеральним директором державних колекцій мистецтва. Він був автором численних наукових праць з історії німецького, нідерландського та італійського живопису та скульптури. За активну позицію у сфері мистецтва Боде називали «музейним кондотьєром»  та «Бісмарком берлінських музеїв». З 1889 до 1914 року був також директором новозаснованого після Французько-прусської війни художнього музею у Страсбурзі.

## Біографія
Народився 10 грудня 1845 року в Кальферде. Навчався в гімназії в Брауншвайгу, а з 1863 до 1867 року вивчав право в Геттінгенському та Берлінському університеті. Ще в студентські роки Боде виявив інтерес до історії мистецтва. Він подорожував Голландією, Бельгією та Італією, відвідував музеї та знайомився з приватними колекціями. Покинувши юриспруденцію, Вільгельм Боде зосередився на вивченні історії мистецтв і археології в Берліні та Відні. 1870 році Боде отримав вчений ступінь доктора в Лейпцигу.
1872 року Боде ожержав посаду асистента відділу скульптури в Королівських музеях Берліна, а 1883 року став директором цього відділу. З 1890 року він очолив Берлінську картинну галерею. 1905 року Боде був призначений генеральним директором берлінських музеїв. Його мистецтвознавчий досвід, чудові відносини з художниками, колекціонерами та кайзерівською родиною дозволили йому з самого початку своєї діяльності здійснити за доволі скромні кошти сенсаційні придбання. Сам Музейний острів перебував під патронатом кронпринца Фрідріха III.
У перші роки директорства Боде нова столиця — Берлін — не могла конкурувати у сфері мистецтва з Мюнхеном або Дрезденом, не кажучи вже про Париж з його Лувром. Через хронічний брак в прусської скарбниці коштів на мистецтво Боде вибудував і протягом свого життя всіляко підтримував тісні стосунки з колекціонерами і меценатами у всьому світу. Спершу коло «друзів музею» складалося з п'ятдесяти приватних колекціонерів Берліна (одним з яких був Джеймс Сімон). Та згодом Боде зумів залучити в своє коло багато інших колекціонерів, які дотримувалися принципу, сформульованого учнем Боде Максом Якобом Фрідлендером:  «Для гідних людей з добрим смаком мистецтво, здається, є єдиним способом демонструвати власне багатство» . З приватним колекціонером Джеймсом Сімоном Боде заснував Німецьке східне товариство (нім. Deutsche Orient-Gesellschaft). Сімон консультувався у Боде з питань розвитку своєї колекції, аби її твори мистецтва пізніше гідно доповнили фонди державних музеїв. Сьогодні музейні фахівці критично ставляться до такої тісної взаємодії Вільгельма фон Боде з антикварами і приватними колекціонерами (цей підхід навіть отримав назву «система Боде»), коли у відповідь на особисті консультації, видачу експертних висновків та складання каталогів приватних зібрань Боде розраховував на великі пожертви або фінансування для берлінських музеїв.
1883 року Боде організував в берлінської Академії мистецтв виставку трьохсот творів мистецтва з приватних зібрань п'ятдесяти берлінських колекціонерів і представив відповідний каталог. Завдяки діяльності Боде культура опинилася в центрі уваги берлінського суспільства, розцвіла торгівля антикваріатом. У літературних відділах газет з'явилися художні редакції, берлінські видавці й самі захопилися колекціонуванням предметів мистецтва. 1887 року Боде заснував Берлінське товариство історії мистецтва. Активну участь у створенні товариства брали Фрідріх Ліпманн, директор Гравюрного кабінету в Берліні та королівський бібліотекар Роберт Доме, який водночас завудував мистецькими колекціями пруського кайзерівського дому.
Боде вміло використовував заступництво кайзера Вільгельма II і свої дипломатичні таланти для того, щоб залучити нових членів у свє  «Товариство друзів Музею кайзера Фрідріха», яке стало зразком для подібних організацій в інших музеях. До успіхів Боде можна віднести створення колекції скульптури раннього італійського Ренесансу європейського масштабу та поповнення фондів картинної галереї такими знаменитими творами старих німецьких і голландських майстрів як Рембрандт, Пітер Пауль Рубенс і Альбрехт Дюрер.

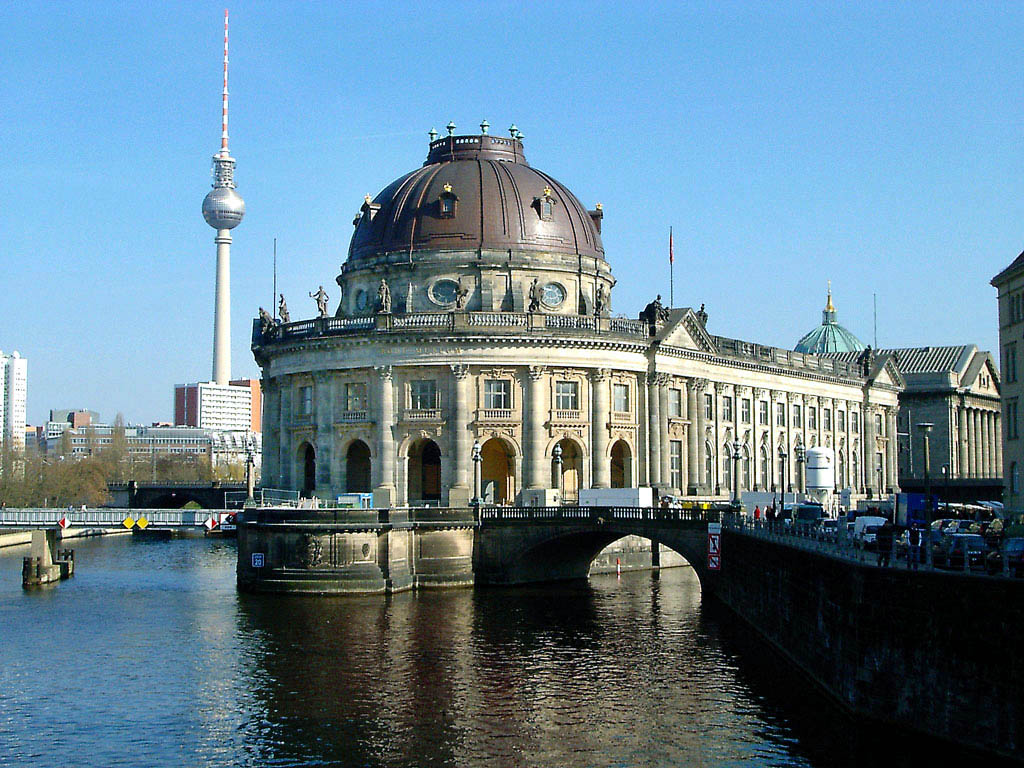
Музей Боде і міст Монбіжу в північно-західній частині Музейного острова, де з'єднуються Шпрее (ліворуч) і канал Купферграбен (праворуч)

Боде брав участь в створенні і поповненні колекцій багатьох інших відділів: Кабінету гравюр, Монетного кабінету, відділів ісламського та східно-азійського мистецтва, археологічної та єгипетської колекцій. Боде надавав експертні послуги в придбанні творів мистецтва приватними колекціонерами і регіональними музеями. За часів Боде почалося спорудження Пергамского музею та музеїв Далем. Для Музею кайзера Фрідріха, що відкрився 1904 року Боде сформулював навчальну концепцію, згідно з якою в кожному експозиційному залі музею в єдину композицію об'єднувалися твори мистецтва і предмети інтер'єру однієї історичної епохи.
Багатотомні праці Боде з нідерландського живопису та італійської скульптури тривалий час вважалися неперевершеними. Думка історика культури Боде високо цінувалося в професійному світі. Так, Боде виступив експертом в так званій «дрезденській суперечці про Гольбейна». Завдяки діяльності Вільгельма фон Боде берлінські музеї зайняли гідне місце серед найкращих музеїв Європи.

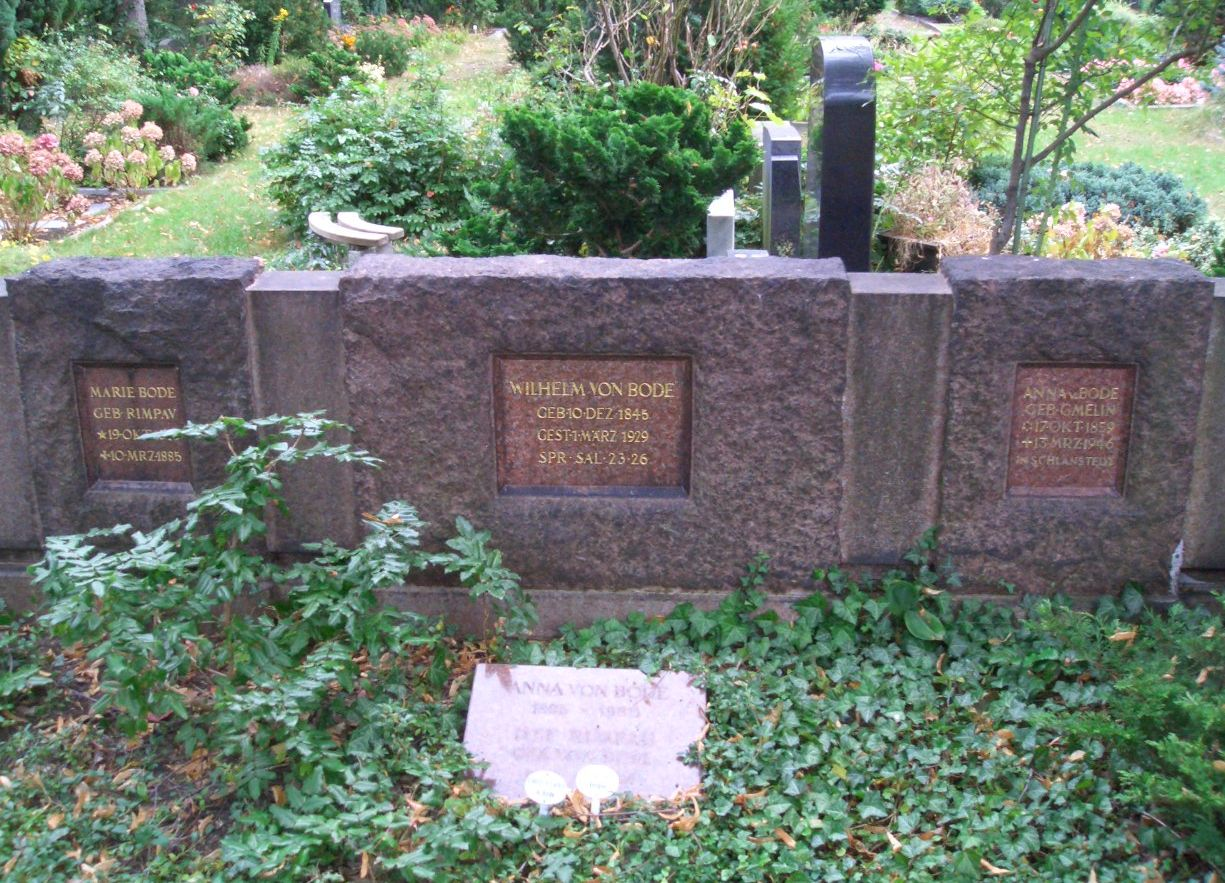
Могила Боде на цвинтарі Луїзенгоф II в берлінському районі Шарлоттенбург

На початку Першої світової війни Боде підписав відкритого листа «До культурного світу».
1925 року Боде став почесним членом Прусської академії наук. З 1891 року він був членом-кореспондентом Баварська академія наук.
Чимало видатних художників створили портрети Вільгельма фон Боде, зокрема це були Макс Ліберманн, Ернст Опплер, голландець Ян Пітер Вет. Скульптор Адольф фон Гільдебрандт створив 1901 року мармуровий бюст. Скульптор Йозеф Торак створив 1929 року портретний бюст.
Помер Боде 1 березня 1929 року в Берліні. Могила Боде знаходиться на цвинтарі Луїзенгоф II в берлінському районі Шарлоттенбург.

## Праці

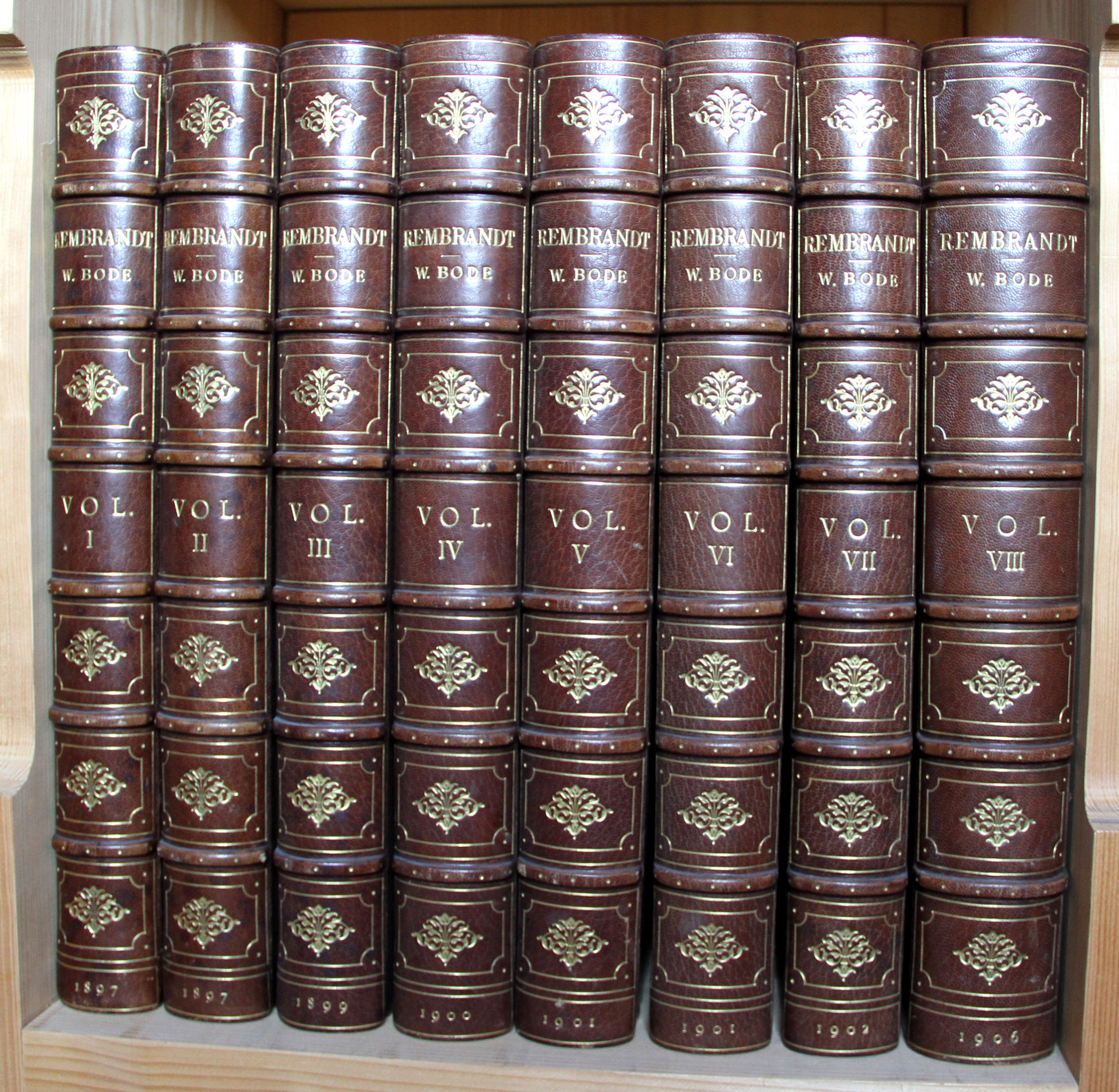
Вільгельм фон Боде: «Повне зібрання творів Рембрандта»

- Frans Hals und seine Schule. Ein Beitrag zu einer kritischen Behandlung der holländischen Malerei. Leipzig 1871 (Онлайн [Архівовано 11 квітня 2019 у Wayback Machine.]).
- Geschichte der deutschen Plastik. 1887 (Nachdruck Salzwasser-Verlag, Paderborg 2012, ISBN 978-3-86444-206-3).
- L'oeuvre complet de Rembrandt. Reproduction par l'héliogravure de tous les tableaux du maître, accompagnée de leur histoire, de leur description et d'une étude biographique et critique. Avec le concours de Cornelis Hofstede de Groot. Traduite par Auguste Marguillier. 8 Bände, Charles Sedelmeyer, Paris 1897—1905.[10]
- Vorderasiatische Knüpfteppiche aus älterer Zeit. Leipzig 1901, 2. Auflage mit Ernst Kühnel 1914, 3. Auflage Leipzig 1922.
- Kunst und Kunstgewerbe am Ende des neunzehnten Jahrhunderts. Berlin 1901.
- Florentiner Bildhauer der Renaissance, 1902, 4. Auflage 1921.
- Rembrandt und seine Zeitgenossen: Charakterbilder der grossen Meister der holländischen und vlämischen Malerschule im siebzehnten Jahrhundert. 2., verm. Auflage. Leipzig 1907.
- (Hrsg.) Frans Hals. Sein Leben und seine Werke. Text von M. J. Binder. 2 Bände, Berlin 1914[11]
- Die Werke der Familie della Robbia. Berlin 1914.
- Die Meister der holländischen und flämischen Malerschulen. 1917, 9. Auflage 1958.
- Sandro Botticelli. Berlin 1922.
- Die italienischen Bronzestatuetten der Renaissance. Kleine, neu bearb. Ausg. Berlin 1922.
- Die italienische Plastik. 6. Aufl. Berlin [u. a.] 1922.
- Fünfzig Jahre Museumsarbeit. Velhagen & Klasing, Bielefeld/Leipzig 1922;
- Der Bildhauer Joseph Thorak. J. J. Otten, Berlin-Frohnau 1929;
- Mein Leben. [Архівовано 8 серпня 2020 у Wayback Machine.] 2 Bände. Berlin 1930.